# Альянс за прогресс (Перу)
Альянс за прогресс (исп. Alianza para el Progreso) — правоцентристская политическая партия Перу. Основана 8 декабря 2001 года в Трухильо Сезаром Акунья Перальта. 

## История
Партия была основана в 2001 году в Трухильо Сезаром Акунья Перальта, который был избран депутатом в 2000 году от Национальной партии солидарности, которая в 2001 году вошла в альянс с Христианской народной партией. В 2006 году Альянс за прогресс начал участвовать во всеобщих выборах с Натале Ампримо в качестве кандидата в президенты. На выборах в законодательные органы, состоявшихся 9 апреля 2006 года, партия получила 2,3% голосов избирателей, но ни одного места в Конгрессе Республики.
Уже учредив свою партию, Акунья был избран мэром Трухильо в 2007 году, а затем переизбран в 2010 году. В 2014 году Акунья был избран губернатором региона Ла-Либертад, но менее, через год оставил пост губернатора, чтобы баллотироваться на пост президента.
С 2010 года Альянс за прогресс входил в коалицию «Альянс за великие перемены» вместе с Перуанской гуманистической партией, Христианской народной партией и Национальным восстановлением. Этот альянс возглавлял Педро Пабло Кучински, который баллотировался на пост президента на выборах 2011 года. На этих выборах Альянс за прогресс получил 2 из 130 мест Конгресса Республики.
В июне 2012 года Национальное управление избирательных процессов оштрафовало партию на более чем 9 млн солей за то, что она получила взносы, в десять раз превышающие разрешенный лимит от Университета Сезара Вальехо, принадлежащего Сезару Акунья Перальте.
На президентских выборах 2016 года партия выставила Сезара Акунья кандидатом в президенты. Однако 14 февраля того же года был опубликован отчёт в программе «Панорама Воскресенье», в котором были представлены доказательства того, что он сделал пожертвование 10 тыс. солей торговцу на рынке города Чозика. Также было выявлено, что он пожертвовал 5 тыс. солей молодому человеку с ограниченными возможностями в Пьюре. Эти действия подпадали под нарушение статьи №42 Закона о политических партиях, в котором политическим группам запрещалось предлагать деньги, подарки или товары, поскольку это считается политической пропагандой. В связи с этим 5 марта 2016 года Специальное жюри выборов в Центре Лима решило исключить Сезара Акунью из избирательного процесса. На парламентских выборах 2016 года партия получила 8 мест Конгресса.
На выборах 2020 года получила 22 места в парламенте, 10 ноября её представитель Луис Вальдес Файес избран спикером парламента.

## Участие в выборах

### Парламентские выборы
| Год выборов | Голосов                                       | %      | Конгресс Республики |
| ----------- | --------------------------------------------- | ------ | ------------------- |
| 2006        | 248 437                                       | 2,31%  | 0 из 130            |
| 2011        | 1 851 080 (альянс Альянс за великие перемены) | 14,41% | 12 из 130           |
| 2016        | 1 125 682                                     | 9,23%  | 9 из 130            |

### Президентские выборы
| Год выборов | Кандидат                       | Голоса    | %       | Голоса  | %       | Результат      |
| Год выборов | Кандидат                       | 1-й тур   | 1-й тур | 2-й тур | 2-й тур | Результат      |
| ----------- | ------------------------------ | --------- | ------- | ------- | ------- | -------------- |
| 2006        | Натале Ампримо                 | 49 332    | 0,402   | -       | -       | Поражение      |
| 2011        | поддержка Педро Пабло Кучински | 2 711 450 | 18,512  | -       | -       | Поражение      |
| 2016        | Сезар Акунья Перальта          | -         | -       | -       | -       | Снят с выборов |